# 2221 Chilton
2221 Chilton eller 1976 QC är en asteroid i huvudbältet som upptäcktes den 25 augusti 1976 av Harvard College Observatory. Den är uppkallad efter Jean Chilton McCrosky.
Den tillhör asteroidgruppen Maria.